# Howard Lassoff
Howard Lassoff, né le 15 octobre 1955, à Philadelphie, en Pennsylvanie et mort le 7 février 2013, à Wynnewood, en Pennsylvanie, est un joueur américain naturalisé israélien de basket-ball. Il évolue durant sa carrière aux postes d'ailier fort et de pivot.

## Palmarès
- Coupe d'Israël 1982, 1983, 1985, 1986, 1987